# Sjöglansblomfluga
Sjöglansblomfluga (Orthonevra plumbago) är en tvåvingeart som först beskrevs av Friedrich Hermann Loew 1840.  Sjöglansblomfluga ingår i släktet glansblomflugor, och familjen blomflugor.
Artens utbredningsområde är Polen. Enligt den finländska rödlistan är arten otillräckligt studerad i Finland. Arten har ej påträffats i Sverige. Inga underarter finns listade i Catalogue of Life.